# Tresor de Berthouville

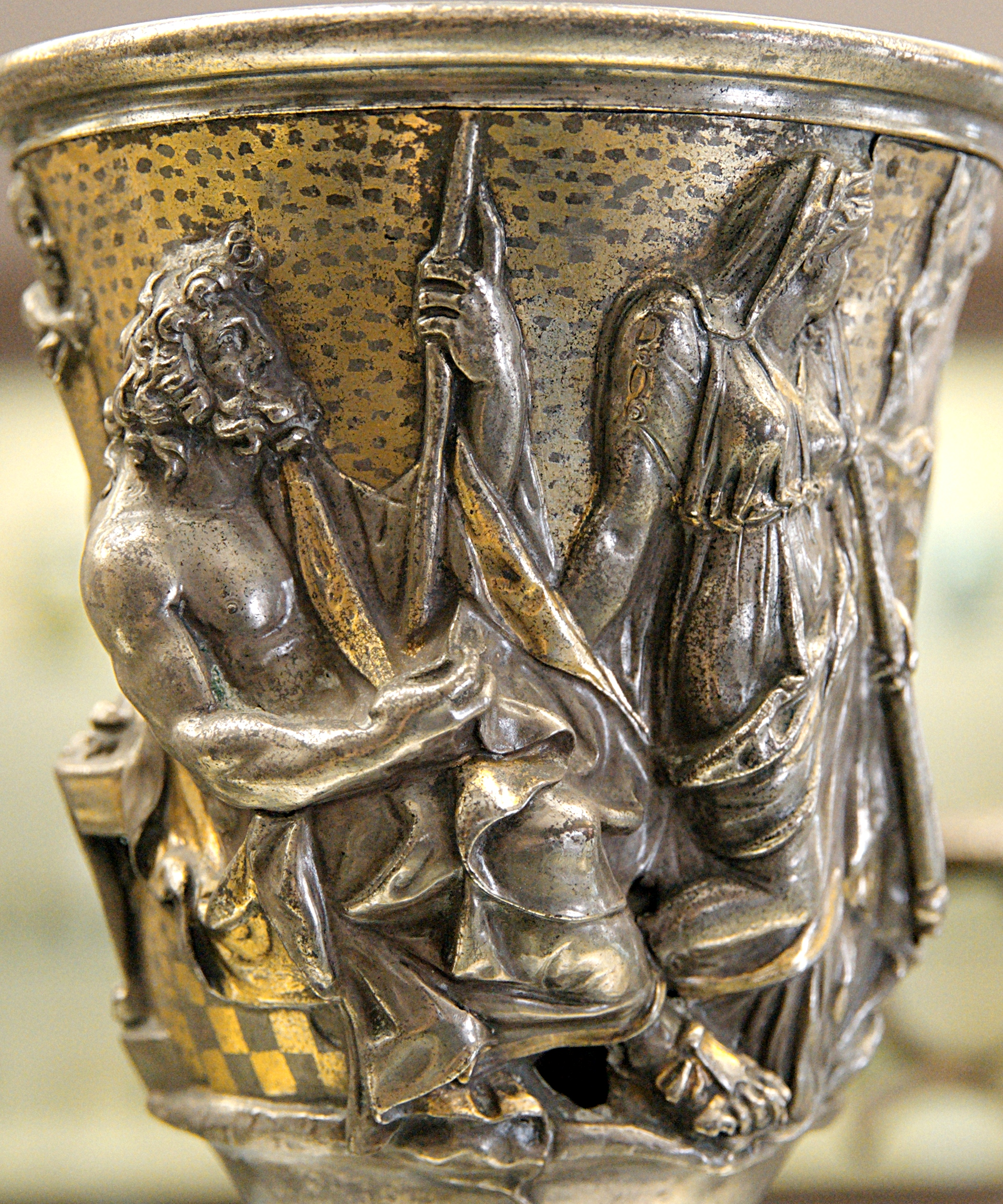
Got d'argent amb inscripció votiva dedicada a Mercuri de mitjan segle I

El tresor de Berthouville és una col·lecció d'objectes romans que va descobrir casualment l'any 1830 un llaurador de la comuna de Berthouville, localitat situada en Normandia.
El tresor comprèn un centenar de peces de plata, i algunes d'aquestes figuren entre les obres mestres de la torèutica antiga. Algunes d'aquestes peces tenen inscripcions votives. En una es llegeix que Quint Domici Tut la dedica al déu Mercuri, que es pot datar a mitjans del segle i. Altres inscripcions porten els noms de Propertus Secundus, Lucia Lupula, Merius Canetus Epaticus i del llibert Elius Eutychus. Segurament formava part del tresor d'un temple gal·loromà situat al país dels lexovis.
Es conserva al Departament de les monedes, medalles i antiguitats de la Biblioteca nacional de França.